# エンジェルロード

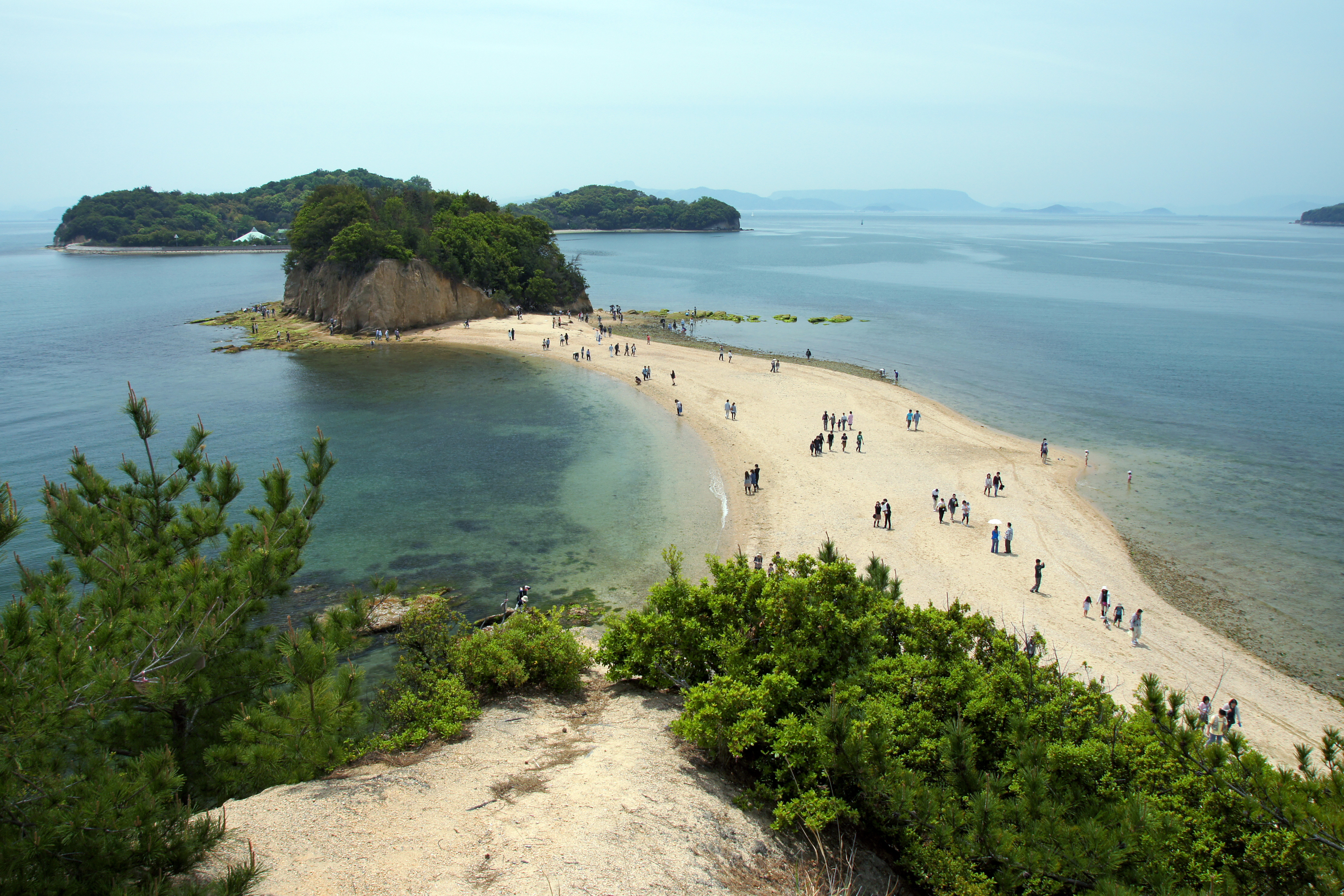
前島と中余島の間

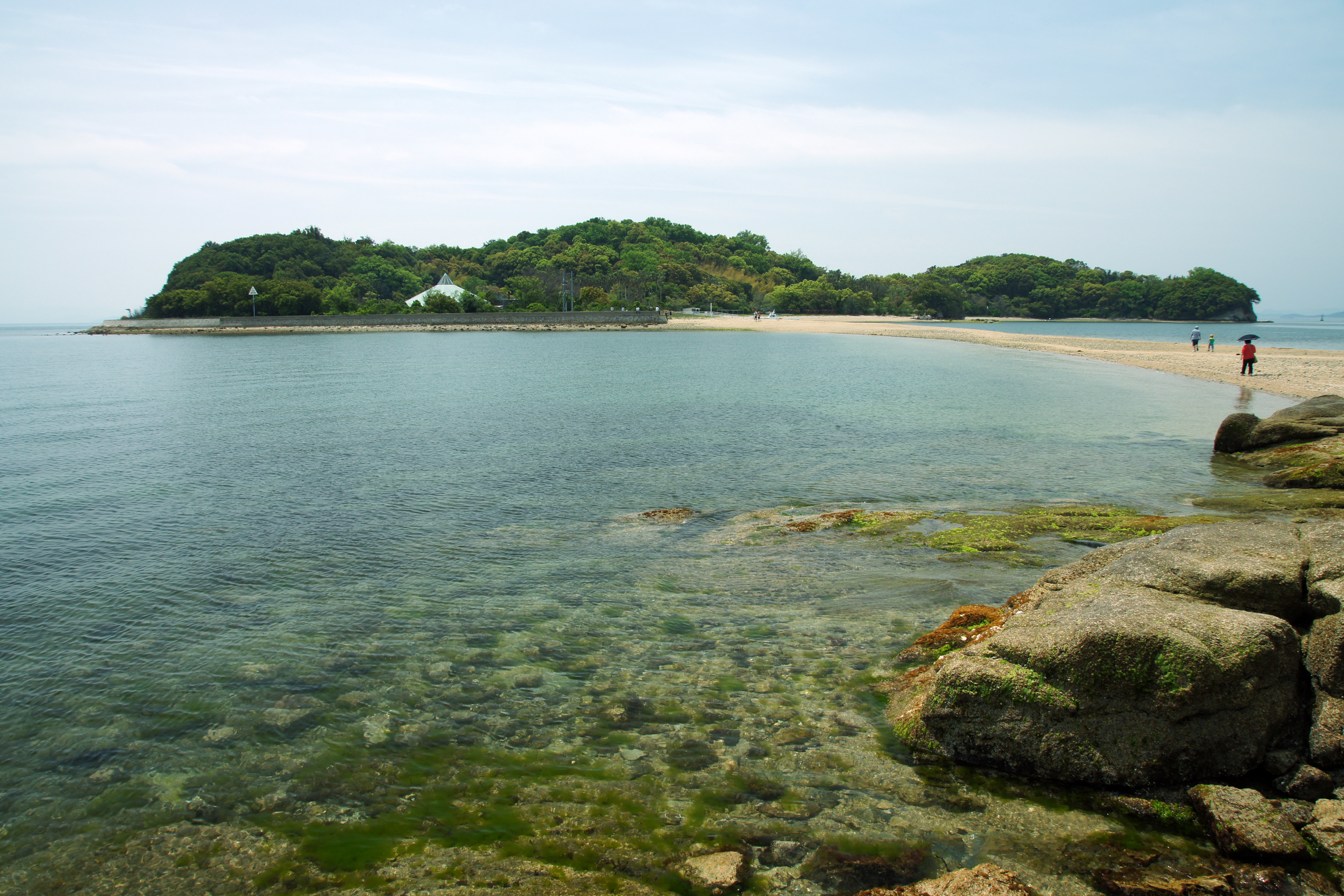
中余島と大余島の間

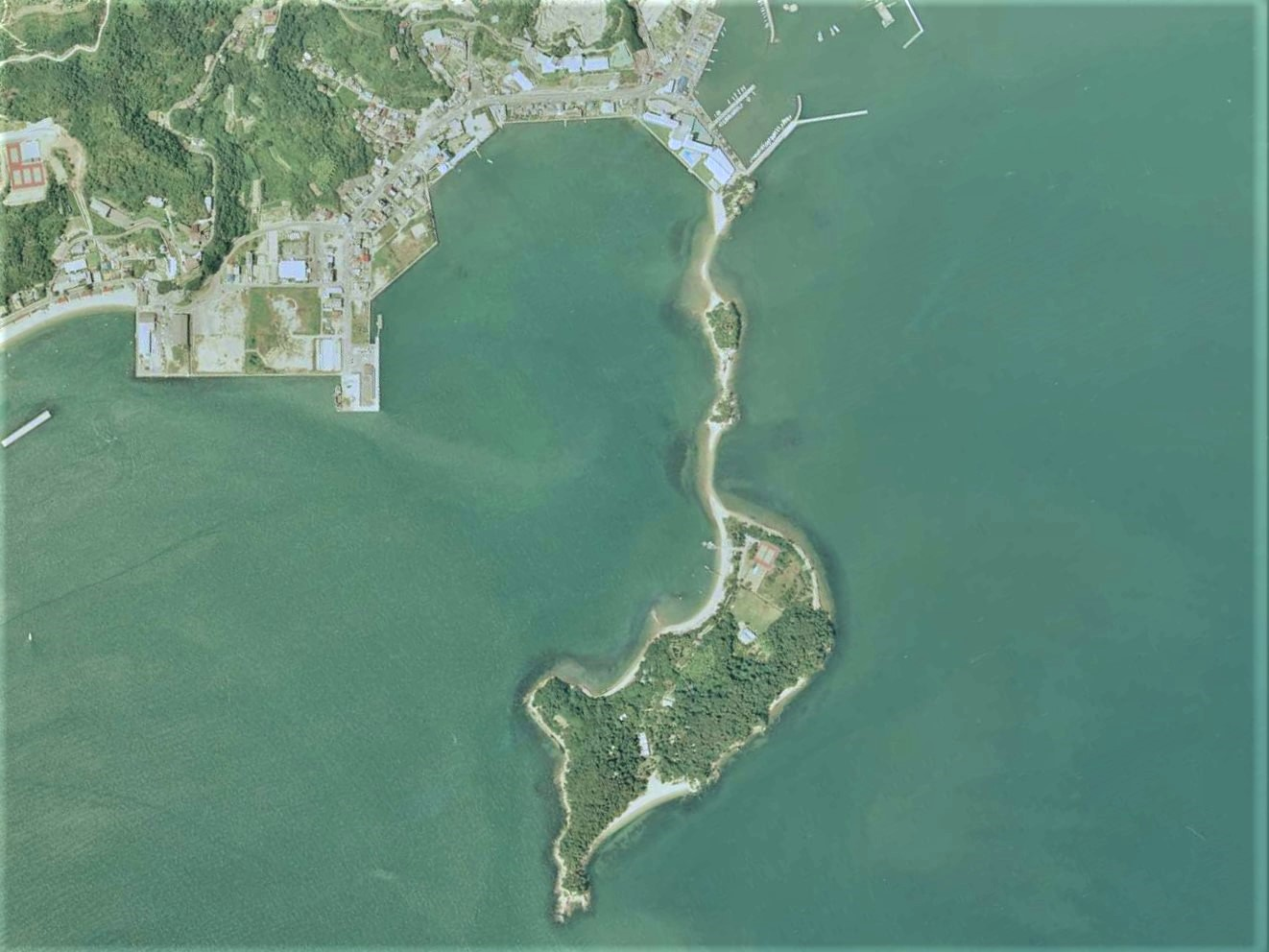
余島付近の空中写真（1992年撮影）
各島が砂州で繋がれている様子が分かる。

エンジェルロードは、香川県小豆郡土庄町にある砂洲である。景勝地になっている。

## 概要
小豆島の前島から沖に浮かぶ中余島を経て大余島（総称・余島）へと続く約500mの細長い砂州の道。「天使の散歩道」とも呼ばれ、潮の干満により道があらわれたり海に消えたりする（タイダル・アイランド）。このため1日に2回干潮の時のみ渡ることができる。ただし、大余島は島全体が神戸YMCAが所有する土地（YMCA余島野外活動センター）であるため歩いて行けるのは大余島の手前までである。
瀬戸内海の多島美と四国・屋島を見渡せるロケーションの一角にあるため周辺にはホテルが多く絶好の観光地となっている。元々は潮干狩りなどに利用されていたが「道の真ん中で手をつないだカップルは結ばれる」と口コミで噂が広がり、恋人の聖地、縁結びスポットとして小豆島のパンフレットにも載る観光地となった。国土交通省四国地方整備局による「四国のみずべ八十八カ所」や、四国地方整備局が企画した四国八十八景76番に選定されている。
なお、エンジェルロードの先にある余島は日本郵便から交通困難地に指定されている。
2017年6月中旬、中余島に立ち入り禁止の看板3枚が設置された。中余島（中余島と小余島）の所有者が、土地の賃料や安全対策などを巡り、地元の土庄町とトラブルになったため設置したものであったが、同年8月になって土庄町側が観光客への十分な安全対策を実施するという条件で所有者の男性と合意に至り、男性側の看板撤去の合意を得て、町が11日までに全て撤去した。

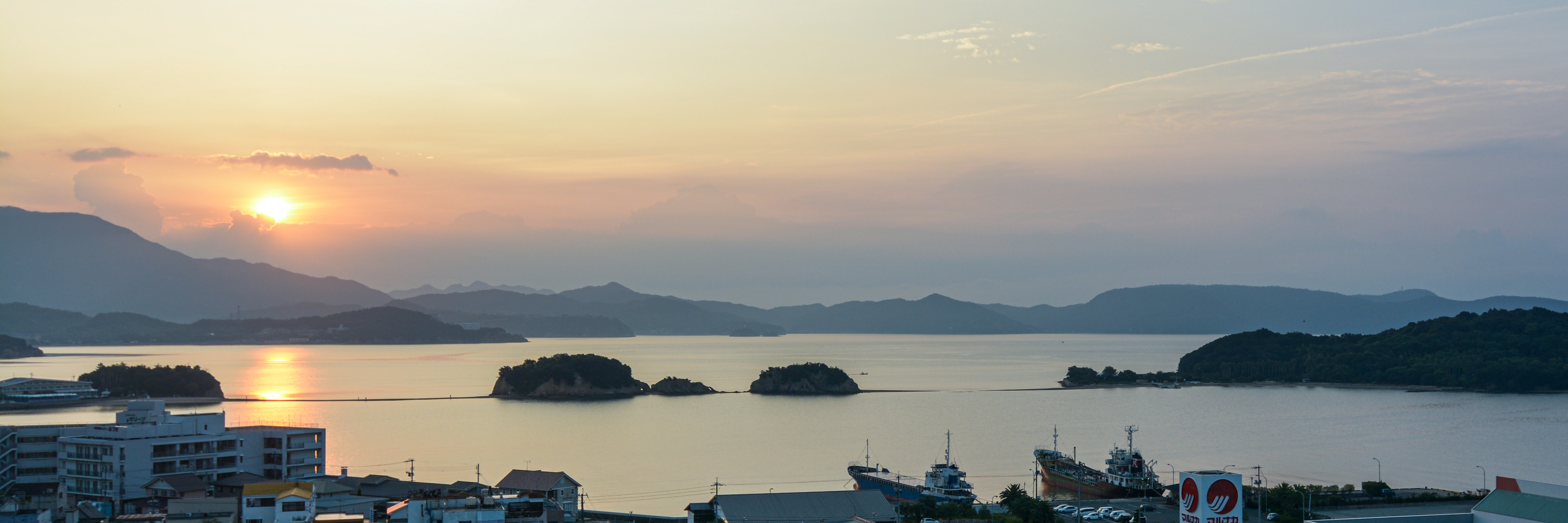
エンジェルロード（左が前島、右が大余島）

## 所在地
〒761-4106　香川県小豆郡土庄町甲24-92

## 交通アクセス
- 土庄港から小豆島オリーブバス「国際ホテル（エンジェルロード前）」下車
  - 高松港から小豆島フェリーで65分
  - 新岡山港から四国フェリー・国際両備フェリーで70分
  - 宇野港から小豆島豊島フェリーで90分
- 大部港から小豆島オリーブバス「オリーブタウン前」下車、徒歩15分
  - 日生港から瀬戸内観光汽船フェリーで60分（運航休止中）
- 福田港から小豆島オリーブバス「オリーブタウン前」下車、徒歩15分
  - 姫路港から小豆島フェリーで100分
- 坂手港から小豆島オリーブバス「国際ホテル（エンジェルロード前）」下車
  - 神戸港新港フェリーターミナルからジャンボフェリーで3時間
- 池田港から小豆島オリーブバス「国際ホテル（エンジェルロード前）」下車
  - 高松港から国際両備フェリーで60分
- 草壁港から小豆島オリーブバス「国際ホテル（エンジェルロード前）」下車
  - 高松港から内海フェリーで60分（廃止）

高松港からは複数の航路があるが土庄港着の便が一番近い。

## 周辺
- 西光寺 - 小豆島八十八箇所札所
- 小豆島尾崎放哉記念館
- 迷路のまち
- 土渕海峡 - ギネスブック認定の、世界一狭い海峡。